# کلاوس اچ. هافمن
کلاوس اچ. هافمن (انگلیسی: Klaus H. Hofmann) دانشمند شیمیدان و محقق در زمینهٔ علوم پزشکی سوییسی-آمریکایی بود.